# Lyckantropen Themes
Lyckantropen Themes (podnaslov: Original Soundtrack for the Short Film by Steve Ericsson) originalni je soundtrack album norveškog sastava Ulver. Diskografska kuća Jester Records objavila ga je u listopadu 2002.

## O albumu
Producirao ga je Ulver na mobilnoj opremi u Oslu, Norveška i Stockholmu, Švedska, u svibnju 2002. za švedski kratki film Lyckantropen. Lyckantropen Themes je Ulverova prva glazbu za filmu, iako glazbeno ima kontinuitet s prethodno objavljenim EP-ovima, Silence Teaches You How to Sing i Silencing the Singing.
Soundtrack je nominiran za Spellemannprisen 2002., nagradu dodijeljena norveškim glazbenicima, u kategoriji "Open Class".
DVD izdanje filma sadrži intervju s Kristofferom Ryggom i Jørnom H. Sværenom, pod naslovom Shape Shifting - The 1st Decade of Ulver.

## Popis pjesama
| 1.    | »NOFVJ0224010« | 1:21 |
| 2.    | »NOFVJ0224020« | 1:37 |
| 3.    | »NOFVJ0224030« | 7:13 |
| 4.    | »NOFVJ0224040« | 2:14 |
| 5.    | »NOFVJ0224050« | 4:48 |
| 6.    | »NOFVJ0224060« | 2:41 |
| 7.    | »NOFVJ0224070« | 2:38 |
| 8.    | »NOFVJ0224080« | 4:17 |
| 9.    | »NOFVJ0224090« | 5:50 |
| 10.   | »NOFVJ0224100« | 3:44 |
| 36:23 |                |      |

## Zasluge
| Ulver - Kristoffer Rygg - Tore Ylwizaker - Jørn H. Sværen | Ostalo osoblje - Ingar Hunskaar – mastering |